# Charlie, monte le son
Charlie, monte le son ou Charlie aux platines au Québec (Turn Up Charlie) est une série télévisée britannique créée par Idris Elba et Gary Reich, et mise en ligne le 15 mars 2019 sur Netflix.
La série est annulée par Netflix le 27 avril 2020 au bout d'une seule saison. 

## Synopsis
Un DJ raté qui tente de relancer sa carrière accepte de jouer les nounous pour la fille rebelle de son meilleur ami superstar. 

## Distribution

### Acteurs principaux
- Idris Elba (VF : Daniel Lobé) : Charlie
- Piper Perabo (VF : Adeline Moreau) : Sara
- JJ Feild (VF : Alexis Victor) : David
- Frankie Hervey (VF : Lila Lacombe) : Gabrielle

### Acteurs récurrents
- Angela Griffin (en) (VF : Corinne Wellong) : Astrid
- Guz Khan (en) (VF : Jean-Baptiste Anoumon) : Dell
- Jocelyn Jee Esien (en) (VF : Sophie Riffont) : Lydia
- Jade Anouka (en) (VF : Déborah Claude) : Tommi
- Rina Sawayama (VF : Geneviève Doang) : Layla Valentine
- Cameron King (VF : Emmylou Homs) : Hunter
- Dustin Demri-Burns (VF : Jérôme Pauwels) : Daniel Smith

### Invités
- Emily Carey (VF : Clara Quilichini) : Bea
- Darren Hart (VF : Nicolas Dussaut) : Levi
- Jack Barry (VF : Nicolas Dangoise) : Ollie
- Ivana Basic (en) (VF : Ana Piévic) : Ivana
- Harvey Weedon (VF : Oscar Douieb) : Archie

Doublage français
- Studio : Deluxe Media Paris
- Direction artistique : Benoît DuPac
- Adaptation : Bérénice Froger, Marine Livernette & Stéphanie Ponchon

 Source et légende : version française (VF) sur RS Doublage et DSD Doublage

## Épisodes
Les épisodes, sans titres, sont numérotés de un à huit.